# Jaanus Sirel
Jaanus Sirel (* 29. Juli 1975 in Petschory) ist ein ehemaliger estnischer Fußballspieler.

## Karriere
Jaanus Sirel spielte in seiner aktiven Karriere für zahlreiche estnische Vereine. Sirel, der in Petschory geboren unweit der Grenze zur Estnischen SSR wurde, begann seine Karriere 1992 bei DAG Tartu. Über den Lelle SK, wo er zwei Jahre spielte, kam er 1998 erstmals zum JK Tulevik Viljandi. Zu diesem Verein kam er in seiner weiteren Spielerlaufbahn mehrfach zurück, nachdem Sirel kurzzeitig beim FC Kuressaare auf der Insel Saaremaa sowie beim FC Elva spielte. Von 2005 bis zu seinem Karriereende im Jahr 2008 spielte der Abwehrspieler in Tartu. Zunächst beim JK Merkuur Tartu, danach für JK Maag Tartu, der im Jahr 2006 aufgelöst wurde, und zuletzt beim JK Tammeka Tartu.
Während des Baltic Cups im Jahr 2003 kam Sirel unter dem niederländischen Nationaltrainer Arno Pijpers zu seinem einzigen Spiel in der Estnischen Nationalmannschaft. Im Spiel gegen Litauen, welches mit 1:5 verloren wurde, konnte Sirel das Anschlusstor zum 1:2 erzielen.